# ヘラマンタイトン
ヘラマンタイトン（HellermannTyton）は、イギリスの配線資材メーカー。デルファイ・オートモーティブ（現・アプティブ）に買収されるまではロンドン証券取引所に上場していた。

## 概要
ヘラマンタイトンは、ポール・ヘラマン（Paul Hellermann）とジャック・ボーソープ（Jack Bowthorpe）が1938年にグッドライフ・エレクトリック・サプライ（Goodliffe Electric Supplies）社（現・スパイレント（Spirent）社）の子会社として設立されたヘラマン・エレクトリック（Hellermann Electric）社が源流である。現行の社名の由来は、ポール・ヘラマンの姓と、当社製品の工具である「タイトンシステム」（Tyton System）から。

## 日本法人
ヘラマンタイトングループの日本法人であるヘラマンタイトン株式会社（英: HellermannTyton Co., Ltd.）は、東京都渋谷区笹塚に本社を置く配線資材メーカー。インシュロック（INSULOK）のブランド名はナイロン製結束バンドの一般名称のように使用されることがあるが、同社の商標名である。

### 沿革
1970年10月、配線結束材の輸入・販売のために英国ボーソープ社（当時、現・スパイレント社）、協立電業株式会社、三省物産株式会社の3社出資で「タイトン株式会社」として設立されたが、2006年2月に協立電業株式会社と三省物産株式会社がヘラマンタイトングループに株を譲渡し、同グループが株主となった。それに伴い社名も「ヘラマンタイトン株式会社」に変更された。
設立当初、製品はグループの本国である英国社から輸入し販売していたが、国内の関連会社に委託して製造を開始、1986年には兵庫県宍粟郡安富町（現・姫路市）に自社工場を竣工した。結束バンドのメーカーとしては国内で初めて1996年にISO9001の認証を取得している。